# Blake Farenthold
Pour les articles homonymes, voir Farenthold.
Randolph Blake Farenthold, né le 12 décembre 1961 à Corpus Christi (Texas) et mort le 20 juin 2025 dans la même ville, est un homme politique américain, représentant républicain du Texas à la Chambre des représentants des États-Unis de 2011 à 2018.

## Biographie
Blake Farenthold est originaire de Corpus Christi dans le comté de Nueces au Texas. Après des études à l'université du Texas et à l'université Sainte-Marie (en) de San Antonio, il devient avocat. Il est également commentateur radio.
En 2010, il se présente à la Chambre des représentants des États-Unis dans le 27e district du Texas face au démocrate sortant Solomon Ortiz. Il remporte la primaire républicaine d'avril avec 53,2 % des voix face à James Duerr. Durant sa campagne, il est activement soutenu par le Tea Party. En novembre, il est élu représentant de justesse en rassemblant 47,8 % des suffrages devant Ortiz (47,1 %) et le libertarien Edward Mishou (5 %). Seules 799 voix le séparent du démocrate. Malgré le contexte national de vague républicaine, son élection est considérée comme une surprise,,. En effet, Ortiz était élu depuis quatorze mandats, avec toujours plus de 56 % des voix. Au printemps 2012, son district — autour de Corpus Christi — est redécoupé et devient plus favorable aux républicains. Entre 2012 et 2016, il est réélu avec 56 à 64 % des suffrages,.
En décembre 2017, la presse révèle que Farenthold a dépensé 84 000 dollars d'argent public pour un accord amiable avec son ancienne directrice de la communication, qui l'accusait de harcèlement sexuel. Également accusé de créer un environnement de travail « hostile » pour ses collaborateurs, il annonce quelques jours plus tard qu'il ne sera pas candidat à un nouveau mandat en 2018. Alors qu'il est critiqué pour tarder à tenir sa promesse de rembourser les 84 000 dollars, Farenthold démissionne finalement de son mandat le 6 avril 2018, estimant « [savoir] dans [son] cœur qu'il est temps d'avancer et de trouver de nouveaux moyens de servir ».
Le mois suivant sa démission, il est recruté par l'autorité portuaire de Calhoun comme lobbyiste. Cette décision est fortement critiquée, notamment en raison de son caractère non public. Le journal local Victoria Advocate attaque l'autorité en justice, l'accusant d'avoir violé la loi sur les réunions publiques (Texas Open Meetings Act). Farenthold démissionne moins d'un an plus tard, en janvier 2019. Le conseiller responsable de son recrutement est largement battu aux élections quelques mois plus tard.
Blake Farenthold meurt le 20 juin 2025 à l'âge de 63 ans, à Corpus Christi (Texas).